# Black Fox: The Rise and Fall of Adolf Hitler
Pour plus de détails, voir Fiche technique et Distribution.
Black Fox: The Rise and Fall of Adolf Hitler  est un film documentaire américain réalisé par Louis Clyde Stoumen, sorti en 1962.
Le film, qui décrit l'ascension et la chute du dictateur nazi Adolf Hitler, remporta l'Oscar du meilleur film documentaire en 1962.

## Synopsis
Le film retrace la montée du nazisme en Allemagne et la carrière d'Adolf Hitler sous la forme d'une allégorie. Clyde Stoumen ose une comparaison entre le chef du parti nazi et le Goupil de la fable. Il y intercale des documents d'actualité, une série de gravures des dessins de Von Kaulbach et de Gustave Doré, ainsi que des caricatures américaines.

## Fiche technique
- Titre : Black Fox: The Rise and Fall of Adolf Hitler
- Réalisation : Louis Clyde Stoumen
- Scénario : Louis Clyde Stoumen
- Photo :
- Musique : Ezra Laderman
- Producteur : Jack Le Vien et Louis Clyde Stoumen
- Voix-off : Marlene Dietrich
- Conseillers historiques :
- Pays de production :  États-Unis
- Langue : anglais
- Genre : Film documentaire
- Durée : 89 minutes
- Date de sortie : 1962